# Philippa Mareri

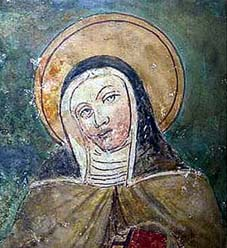
Philippa Mareri

 Philippa Mareri  (* 1200 in Petrella Salto in den Abruzzen, Italien; † 16. Februar 1236 in Borgo San Pietro, heute Ortsteil von Petrella Salto) war eine Äbtissin und Klostergründerin.

## Leben
Philippa Mareri lernte um 1225 den heiligen Franz von Assisi kennen, der ihr Roger von Todi als Seelenführer vermittelte. Drei Jahre darauf gründete sie mit Hilfe ihres Bruders in der kleinen Ortschaft Borgo San Pietro ein Klarissenkloster, dessen erste Äbtissin sie wurde. Sie starb mit etwa 36 Jahren. Unmittelbar nach ihrem Tod breitete sich ihre Verehrung aus. Erst im Jahre 1806 wurde der Kult seitens der Kirche approbiert. 
Das Fest für Philippa Mareri wurde schon 1247 von Papst Innozenz IV. erwähnt. 
| Personendaten    | Personendaten                                       |
| ---------------- | --------------------------------------------------- |
| NAME             | Mareri, Philippa                                    |
| KURZBESCHREIBUNG | Nonne und Klostergründerin                          |
| GEBURTSDATUM     | 1200                                                |
| GEBURTSORT       | Petrella Salto in den Abruzzen, Italien             |
| STERBEDATUM      | 16. Februar 1236                                    |
| STERBEORT        | Borgo San Pietro, heute Ortsteil von Petrella Salto |